# Mike Wead
Mike Wead, artistnamn för Per Mickael Vikström, född 1967 i Boden, är en svensk gitarrist.
Mike Wead har varit med och bidragit till heavy metal-grupper, bland annat Candlemass och The Haunted. Han är gitarrist i Mercyful Fate, King Diamond och Bibleblack. Wead är också verksam som musikproducent.
Artistnamnet Mike Wead uppstod ur ett smeknamn i födelseorten Boden, Norrbotten. Han bor nu i Stockholm.